# Damernas linjelopp i landsvägscykling vid olympiska sommarspelen 1984
Damernas linjelopp i landsvägscykling, den 29 juli 1984 i Mission Viejo, Kalifornien, var den enda cykelgren vid dessa spel och även den första i den olympiska historien där kvinnor fick delta. 

## Medaljörer
| Event               | Guld                 | Silver            | Brons                          |
| Herrarnas linjelopp | Connie Carpenter USA | Rebecca Twigg USA | Sandra Schumacher Västtyskland |

## Resultat
| Placering | Cyklist                        | Tid     |
| --------- | ------------------------------ | ------- |
|           | Connie Carpenter (USA)         | 2:11:14 |
|           | Rebecca Twigg (USA)            | –       |
|           | Sandra Schumacher (FRG)        | –       |
| 4         | Unni Larsen (NOR)              | –       |
| 5         | Maria Canins (ITA)             | –       |
| 6         | Jeannie Longo (FRA)            | +1:21   |
| 7         | Helle Sørensen (DEN)           | +2:14   |
| 8         | Ute Enzenauer (FRG)            | –       |
| 9         | Luisa Seghezzi (ITA)           | –       |
| 10        | Janelle Parks (USA)            | –       |
| 11        | Cécile Odin (FRA)              | –       |
| 12        | Ines Farenkamp (FRG)           | –       |
| 13        | Catherine Swinnerton (GBR)     | –       |
| 14        | Dominique Damiani (FRA)        | –       |
| 15        | Kristina Ranudd (SWE)          | –       |
| 16        | Tuulikki Jahre (SWE)           | –       |
| 17        | Linda Gornall (GBR)            | –       |
| 18        | Nina Sobye (NOR)               | –       |
| 19        | Hege Stendahl (NOR)            | –       |
| 20        | Marielle Guichard (FRA)        | –       |
| 21        | Kristin Inga Thompson (USA)    | –       |
| 22        | Genevieve Brunet (CAN)         | +2:48   |
| 23        | Roberta Bonanomi (ITA)         | +3:59   |
| 24        | Marie-Claude Audet (CAN)       | +9:02   |
| 25        | Marianne Berglund (SWE)        | –       |
| 26        | Johanna Hack (AUT)             | +9:28   |
| 27        | Karen Strong-Hearth (CAN)      | +10:49  |
| 28        | Leontine van der Lienden (NED) | –       |
| 29        | Maria Blower (GBR)             | –       |
| 30        | Muriel Sharp (GBR)             | –       |
| 31        | Suyan Lu (CHN)                 | +13:05  |
| 32        | Kathlyn Ragg (FIJ)             | +14:45  |
| 33        | Gabriele Altweck (FRG)         | +18:12  |
| 34        | Emanuela Menuzzo (ITA)         | –       |
| 35        | Paula Westher (SWE)            | –       |
| 36        | Li Wang (CHN)                  | –       |
| 37        | Henny Top (NED)                | –       |
| 38        | Hilde Dobiasch (AUT)           | –       |
| 39        | Thea van Rijnsoever (NED)      | –       |
| 40        | Wakako Abe (JPN)               | +28:58  |
| 41        | Yue Lu (CHN)                   | +31:41  |
| 42        | Choi Eun-Suk (KOR)             | +32:36  |
| 43        | Moon Sook (KOR)                | +32:57  |
| 44        | Son Yak-Sun (KOR)              | +37:22  |
| –         | Merilyn Phillips (CAY)         | DNF     |